# История Татарстана
История Татарстана связана с историей Волго-Камского региона.

## Древняя история
Заселение человеком территории, ныне относящейся к Татарстану, относится к концу ашельского времени (палеолит). Палеолитические памятники обнаружены на реках Волга (урочище Красная Глинка у села Бессоново Тетюшского района, затоплено Куйбышевским водохранилищем) и Кама (Деуково), у села Измери в 1981—1982 годах Е. П. Казаков открыл интенсивно разрушающуюся Измерскую палеолитическую стоянку.
На притоках Волги и Камы известны стоянки эпохи мезолита (Кабы-Копрынская на реке Свияге, Тетюшская на Волге и др.) и неолита (около 200 памятников), последние датируются 4—3 тысячелетием до н. э.
От времени бронзового века (2-е — начало 1-го тысячелетия до н. э.) на территории Татарстана найдены многочисленные памятники, относящиеся к разным археологичесим культурам. Могильники фатьяновской культуры иногда выделяют в отдельную балановскую культуру. Памятники срубной культуры в Татарстане известны от бассейна Свияги на западе до бассейна Ика на востоке. Памятники абашевской культуры второй четверти 2 тысячелетия до н. э. на территории республики известны в Предволжье и связаны с курганными могильниками, в пойме реки Свияги и на I Иманлейской стоянке в низовьях реки Ик. В погребениях Мурзихинского II могильника найдены украшения маклашеевской культуры третьей четверти 2 тысячелетия до нашей эры.
В VIII—VII веках до н. э. с переходом к эпохе железа возникает ананьинская культура (см. Ананьинский могильник), племена которой заняли все Волго-Камье. В юго-восточные районы Татарстана временами проникали сарматские племена, а в западные районы с середины 1-го тысячелетия до н. э. продвинулись племена городецкой культуры.
Рубежом новой эры датируются памятники пьяноборской культуры, сосредоточенные в Нижнем Прикамье. Не позже III века в этот край, особенно в его восточные районы, проникают тюркские и угорские племена Сибири, вытеснившие с берегов Камы пьяноборское население. Памятники этого времени (Тураевские курганы на реке Каме) содержат погребения воинов с оружием и утварью азиатских образцов.
В третьей четверти IV века в Нижнем Прикамье появляется пришлое население юго-западного происхождения (азелинская культура). В IV—VII веках большую часть территории современного Татарстана занимали племена именьковской культуры. В Среднем Поволжье (на юге Татарстана вдоль рек Большой Черемшан и Кондурча) памятники типа Сиделькино — Тимяшево, в целом относящиеся к кругу памятников киевской культуры и датирующиеся III—V веками, не сыграли существенной роли в формировании классической именьковской культуры. На левобережье Нижней Камы исследованы биритуальные могильники (Коминтерн II), на которых погребения-кремации (трупосожжения) славян именьковской культуры расположены чересполосно с гото-аланскими ингумациями (трупоположениями) турбаслинской культуры.
С третьей четверти VI века в Среднее Поволжье проникают отдельные группы кочевого населения из Северного  Причерноморья и Северного Кавказа, которые на протяжении VII века вступали в контакт с населением  именьковской культуры. Этим, видимо, объясняется появление обряда ингумации в именьковских могильниках, где ранее безраздельно господствовал обряд кремации. В конце VII века переселение степных кочевников в Среднее Поволжье приобретает более массовый характер. На III Полянском селище на юге Татарстана обнаружено погребение, ориентированное головой на восток, в котором обнаружены кости черепа и ног лошади, ребра животного и костяная накладка составного лука. Бураковское погребение в низовьях Ахтая сопровождалось черепом и костями ног коня, мечом, стременами и многочисленными золотыми украшениями, выполненными в геральдическом стиле.
В VIII—X веках до Прикамья доходит влияние раннего волжского государства — Хазарского каганата.
Часть мадьяр, не ушедших в 884 году в составе племён семи старейшин вместе с великим множеством союзных народов в Северное Причерноморье, оставалась в X — XI веках в Предуралье на территории современных Татарстана, Башкирии и Пермского края.

## Средневековье

### Волжская Булгария (X век—1240)
В X—XIII веках в среднем Поволжье существовало государство Волжская Булгария, основу населения которого составили, переселившиеся сюда с низовьев Дона и Волги, булгары. В 922 году Булгария приняла ислам.

### Золотая Орда и Булгарский улус (1240—1438)
В 1222—1236 годах Волжская Булгария подвергалась нападениям монгольских войск (первой на западном направлении их экспансии), закончившимся разгромом государства и присоединением территории в 1243 году к Золотой Орде. Первой столицей Орды (в XIII в.), политическим и торгово-ремесленным центром был город Болгар. Территория современного Татарстана входила в состав орды как Булгарский улус. К середине XV века в результате ослабления Золотой орды улус был захвачен Улуг Мухаммедом.

### Казанское ханство (1438—1552)
Основателем Казанского ханства (царства) являлся хан Улуг Мухаммед, принадлежавший к одной из ветвей чингизидов. Его отцу пришлось бежать из Золотой Орды вследствие междоусобицы. С помощью небольшой армии Улуг Мухаммед к 1445 г. овладел Казанью и её округой, принадлежавшими одному из мелких вассалов Золотой Орды. Во второй половине XV — первой половине XVI века Казанское ханство вело борьбу с Русским государством за доминирование в регионе, закончившуюся переходом Казанского ханства в вассальную зависимость от Москвы.

## В составе Российского государства

### Казанский уезд (1552—1708)
После взятия Казани в 1552 году и до территориально-государственной реформы Петра I 1708 года завоёванное Казанское ханство стало Казанским уездом в составе Российского государства и административно управлялось так называемым приказом Казанского дворца в Москве. Также созданная Казанская архиепископия сразу была назначена третьей по важности в Русской Православной Церкви.
С момента образования Сибирского приказа до 1663 года коллегии приказа Казанского дворца и Сибирского приказа возглавляло одно лицо. В конце XVI — начале XVII вв. ведал некоторыми районами Севера Европейской части России.
Приказ Казанского дворца контролировал местную администрацию, руководил составлением ясачных окладных книг и сбором натурального ясака с нерусского населения (который, как правило, доставлялся в Москву, в отличие от денежных доходов, расходовавшихся на местах).

### Казанская губерния (1708—1917)
В 1708 году в ходе административно-территориальной реформы Русского царства была образована Казанская губерния. Первым казанским губернатором стал Пётр Матвеевич Апраксин.
Казанская губерния первоначально охватывала территорию по правому и левому берегам Волги от Нижнего Новгорода до Астрахани. Состояла из Казанского, Свияжского, Пензенского, Симбирского, Уфимского, Астраханского и других воеводств, которые с 1719 года стали называться провинциями.
В 1709 году Казанская губерния была поделена на 4 провинции, в 1725 — на 6 провинций: Казанская, Свияжская, Пензенская, Уфимская, Вятская и Соликамская. Казанская считалась провинцией высшего разряда, а все остальные — приписанными к ней.
Впоследствии территория губернии неоднократно сокращалась, из её состава были выделены Астраханская, Нижегородская, Симбирская, Саратовская, Оренбургская губернии, части Вятской, Пермской, Тамбовской, Пензенской, Костромской, Владимирской, Самарской губерний. Однако Казанская губерния не утратила своих ведущих позиций в Поволжье.
В 1718 году была открыта «Цифирная» школа при Казанском адмиралтействе для обучения детей дьяков, духовенства и других чинов (кроме дворянства и крестьян) сочетавшая в себе обучение математике и начала профессиональных знаний. В 1723 году при Фёдоровском монастыре была открыта Славяно-латинская школа для детей духовенства нацеленная на обучение грамотных священников для Казанской епархии.
Казань стала первым городом в российской провинции, в котором в 1759 году была открыта гимназия для обучения детей «дворян и разночинцев». Гимназия действовала под патронажем Московского университета, из которого в Казань были направлены преподаватели и где для был разработан Устав. В Казанской гимназии преподавались арифметика и геометрия, рисование, танцы, фехтование, латинский, французский, немецкий языки, а также татарский язык. Выпускниками Первой Казанской гимназии были Г. Р. Державин, С. Т. Аксаков, братья Панаевы, И. М. Симонов, А. М. Бутлеров, Н. И. Лобачевский и др. видные деятели российской науки и культуры.
Во время восстания Пугачёва Казанская губерния стала местом кровопролитных сражений между восставшими и правительственными войсками. В июле 1774 года восставшие безуспешно штурмовали Казань.
В 1781 году Казанская губерния преобразована в наместничество (с 1796 года — вновь губерния), в которое в вошли 13 уездов. В том же году были утверждены гербы губернии и уездных городов.
В конце XVIII века в губернии насчитывалось 13 городов: Казань, Арск, Козьмодемьянск, Лаишево, Мамадыш, Свияжск, Спасск, Тетюши, Царевококшайск (Йошкар-Ола), Цивильск, Чебоксары, Чистополь, Ядрин, всего 7272 населённых пунктов.
В XIX веке значение Казани как административного центра ещё более возросло. Столица губернии стала центром учебного (1803 год) и военного (1864 год) округов. В 1804 году в Казани был открыт университет.
Осенью 1891 года — летом 1892 года территория Казанской губернии стала частью основной зоны неурожая, вызванного засухой (смотри Голод в России (1891—1892)). Согласно первой переписи населения Российской империи 1897 года в Казанской губернии проживало более 2 000 000 человек, из которых: 38 % русских, 31 % татар, 23 % чувашей.

## Советский период

### Гражданская война (1918—1920)

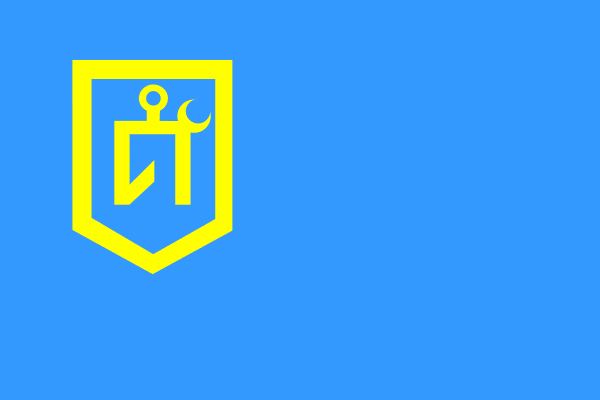
Флаг государства Идель-Урал (по книге Гаяза Исхаки «Идель-Урал», 1933)

20 ноября 1917 года на съезде народов Поволжья (Милли Меджлисе) было принято решение о провозглашении на территориях Казанской и Уфимской губерний, а также части территорий прилегающих губерний Идель-Уральской Республики (Штата Идель-Урал), для чего была сформирована исполнительная коллегия. Несмотря на то, что это государственное образование было практически создано, запланированное на 1 марта 1918 года формальное провозглашение не состоялось в связи с противодействием большевистских Советов и Революционного штаба Красной Армии. Однако национальное правительство «Забулачной республики» продолжало существовать некоторое время весной 1918 года. В августе 1918 года Казань была взята Белой армией, в сентябре 1918 года окончательно занята красными.

### Татарская АССР (1920—1990)

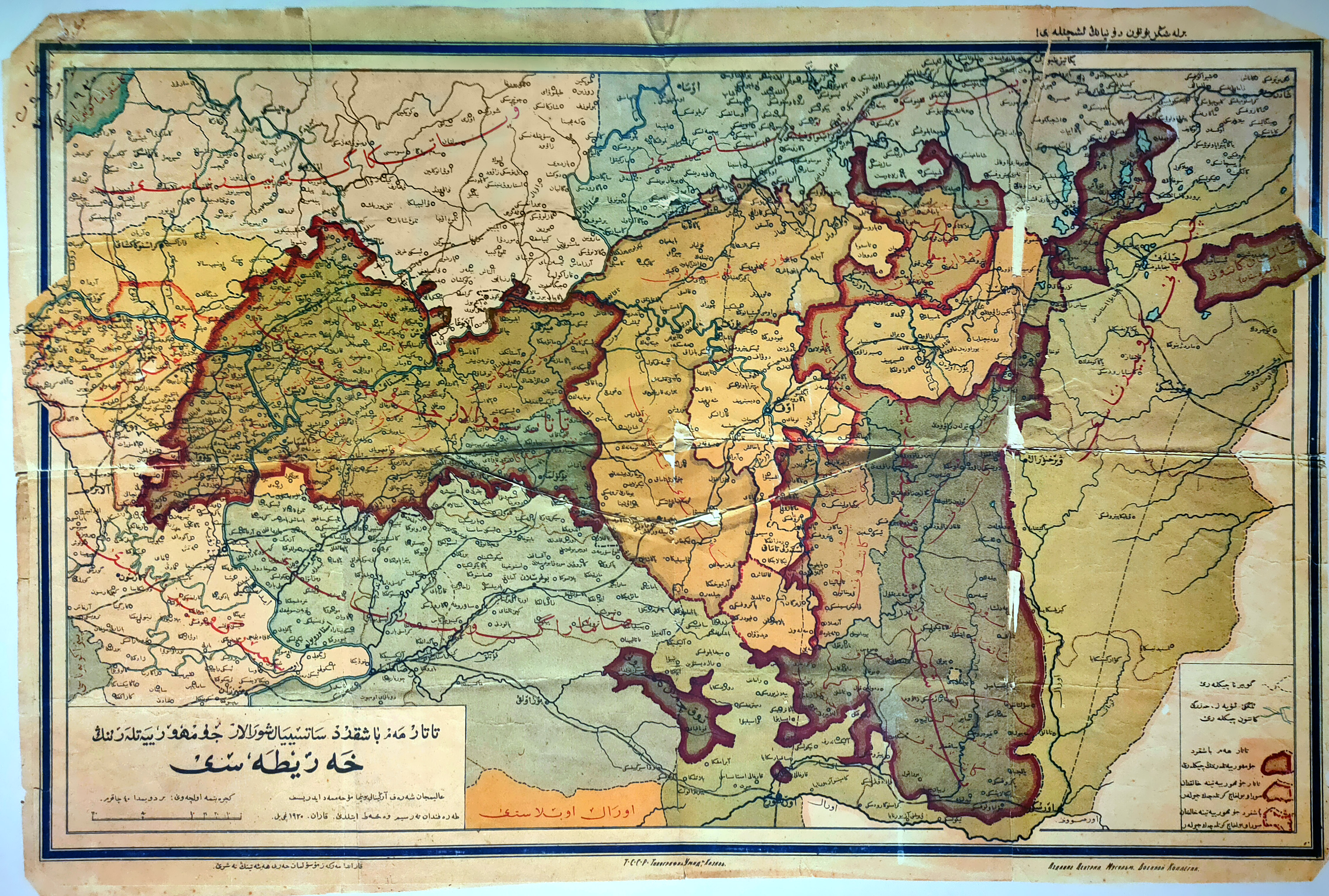
Татарская АССР и Башкирская Советская Республика на карте 1920 года

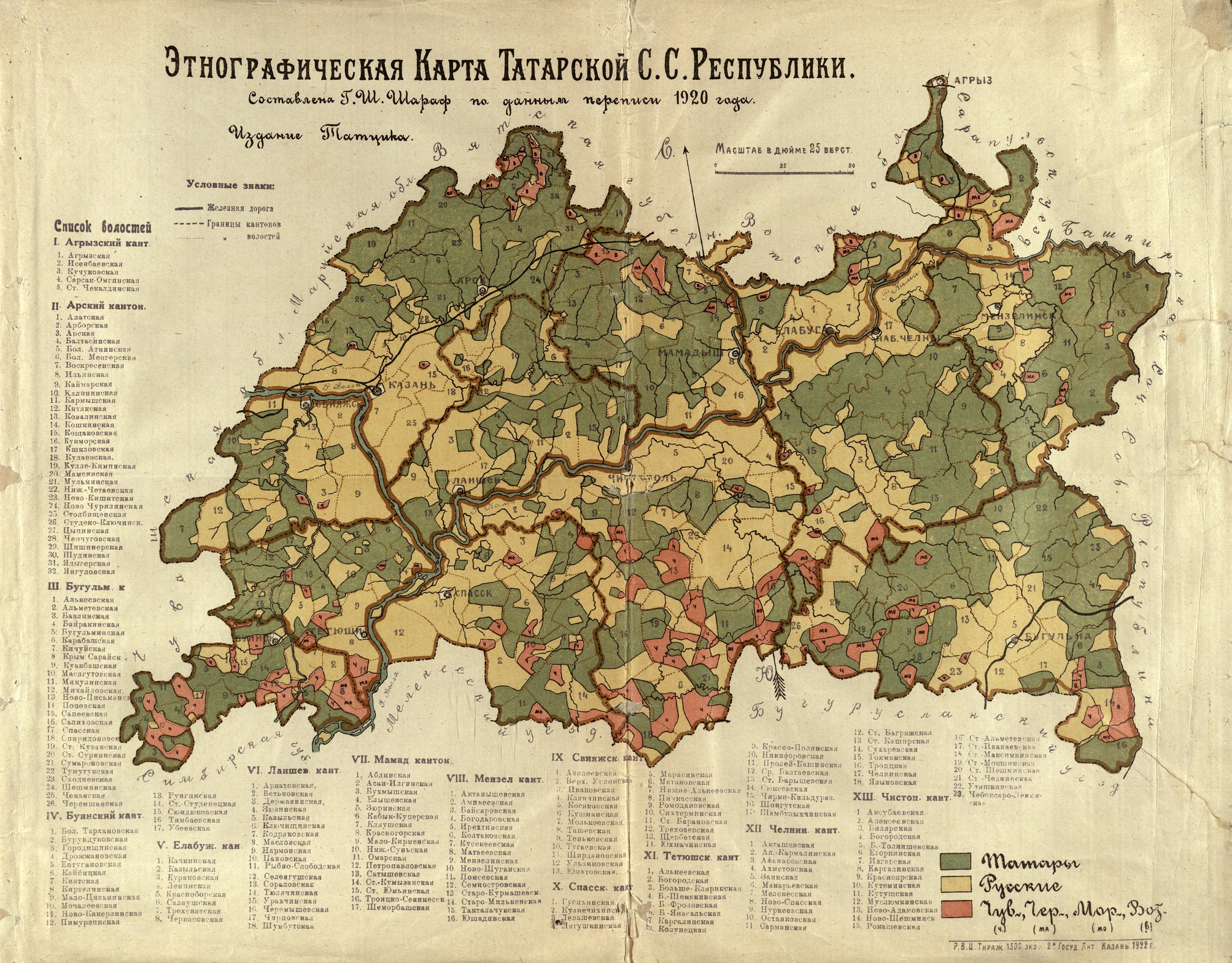
Этнографическая карта Татарской АССР по переписи 1920 года

Флаг Татарской АССР

27 мая 1920 года декретом ВЦИК и Совнаркома РСФСР «Об Автономной Татарской Социалистической Советской Республике» провозглашена и с 25 июня 1920 года организована Автономная Татарская Социалистическая Советская Республика в составе РСФСР. Согласно данному документу в состав автономной республики вошли территории, выделенные из Казанской, Уфимской, Самарской, Вятской и Симбирской губерний. Кроме того, в декрете оговаривалась возможность присоединения Бирского и Белебеевского уездов в случае соответствующего волеизъявления населения, которое, однако, организовано не было, и согласно другому декрету данные территории в 1922 году переданы Башкирской АССР. В 1920-е годы Правительство Башкирской Республики (Башревком, СНК БАССР), БашЦИК и Башкирский обком РКП (б) делали попытки по поводу включения территории современных восточных районов Республики Татарстан в состав Башкирской автономии. В 1921 году к ТАССР была присоединена южная часть Елабужского уезда Вятской губернии, на территории которого был образован Елабужский кантон.
В документах, на знаках, транспарантах АТССР обозначалась также как ATSSR (тат. Avtonomia Tatarstan Soviet Socialistiq Respublikasy), когда татарская письменность использовала яналиф (с 1927 по 1939 годы).
В 1922 году (при образовании СССР), в 1936 и 1977 годах (при принятиях Конституции СССР) и в 1952—1953 годах (при образовании в ТАССР Казанской, Чистопольской, Бугульминской областей) рассматривалось, но не было принято предложение о преобразовании ТАССР в союзную республику.
В Татарской АССР расширилась сеть образовательных учреждений. В 1921—1922 годах в Татарской АССР действовали 7 педагогических техникумов. К 1940/41 учебному году в Татарской АССР действовали 3537 школ, в которых обучались более 541 тысячи человек.
Во время большого террора в Татарской АССР были проведены репрессии. По обвинению в национал-уклонизме «султангалиевщине» были арестованы и расстреляны многие руководители ТАССР. Кулацкая операция в ТАССР по приказу НКВД СССР № 00447 началась в ночь с 5 на 6 августа 1937 года и продолжалась до января 1938 года. Были репрессированы 3108 кулаков, не менее 94 мулл и муэдзинов, не менее 138 представителей православного духовенства. Согласно отчету НКВД Татарской АССР за 1937 год тройка НКВД Татарской АССР репрессировала 4173 человек, в том числе 2154 русских и 1623 татарина.

Почтовая марка СССР. 60 лет Татарской АССР

Во время Великой Отечественной войны в Красную армию из ТАССР было призвано 700 000 человек, половина из которых погибла на полях сражений.
В послевоенное время в ТАССР получили развитие промышленность и энергетика. В 1970-е годы были построены КАМАЗ и Нижнекамская ГЭС. Значительно выросло население городов Набережные Челны и Нижнекамск. Важную роль играла нефтяная промышленность. В мае 1971 года, из недр республики был извлечён первый миллиард тонн нефти, а в октябре 1981 года второй.

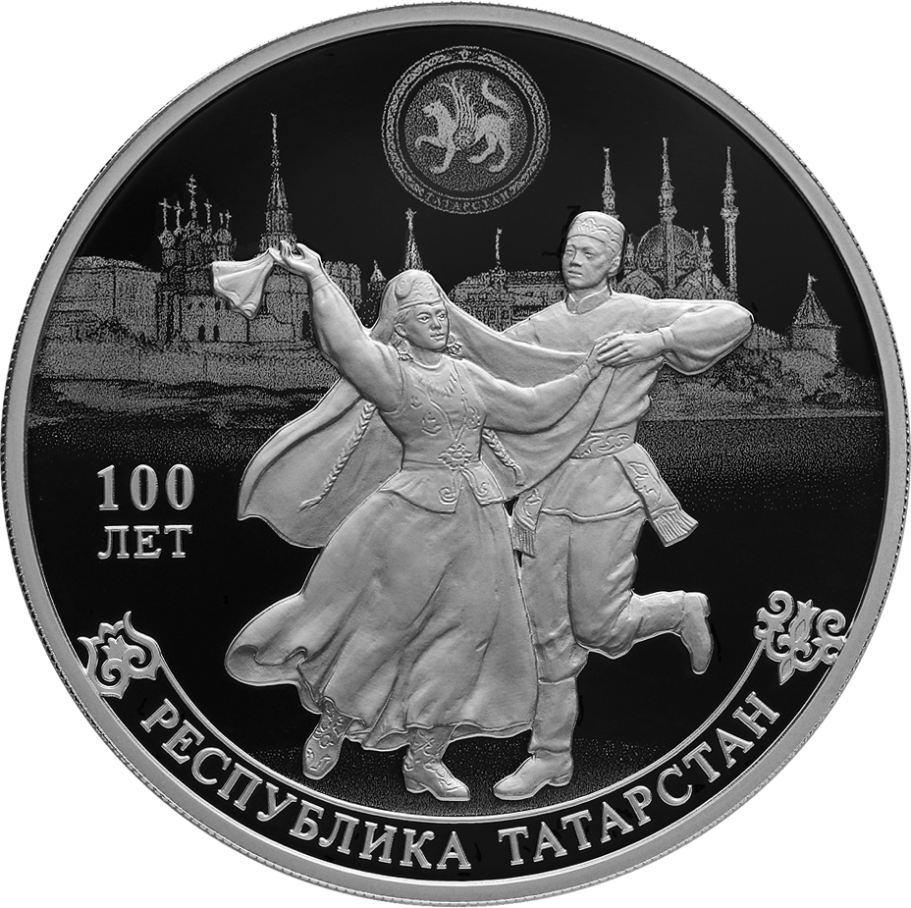
Монета Банка России. 3 рубля, 2020 г., серебро, реверс, пруф. 100-летие образования Республики Татарстан.

### Татарская ССР (1990—1992)
С 30 августа 1990 года по 7 февраля 1992 года официальным названием была Татарская ССР, с 7 февраля 1992 года — Республика Татарстан.
30 августа 1990 года Верховный Совет ТАССР принял декларацию о государственном суверенитете Татарстана, преобразовав её в «Татарскую Советскую Социалистическую Республику — Республику Татарстан».
Органы власти Татарской ССР собирались участвовать в реорганизации СССР в составе РСФСР.

Делается немало спекулятивных, экстремистских заявлений, что якобы затевают дело об отделении, о выходе из России, даже из Советского Союза. И по этому поводу следует решительно заявить, что предоставление республике государственного суверенитета не означает ни политического обособления, ни экономической и культурной изоляции её от других республик и центральных государственных структур, ни изменения границ, тем более выхода из России и Советского Союза.— Выступление М. Х. Хасанова (первого заместителя председателя СМ ТАССР, члена обкома КПСС) 3 августа 1990 года.
Однако, в связи с августовским путчем 1991 года руководство республики взяло курс на выстраивание самостоятельной государственной политики. Оно намеревалось участвовать в подготовке и заключении нового Союзного договора. Однако руководство СССР и союзных республик не спешило делить свое приоритетное положение с бывшими автономиями в составе РСФСР. Новоогаревские соглашения помешали автономным республикам участвовать в процессе подписания нового Союзного договора. 24 октября 1991 года Верховным Советом ТССР было принято постановление «Об Акте государственной независимости Республики Татарстан»

## Современность

### Республика Татарстан (с 1992)
1990-е

Флаг Республики Татарстан

Герб Республики Татарстан

Ввиду распада СССР и прекращения его существования вследствие Беловежских соглашений, 26 декабря 1991 года Верховный Совет Республики Татарстан принимает Декларацию о вхождении Республики Татарстан в Содружество Независимых Государств на правах учредителя.
7 февраля 1992 года Татарская ССР была переименована в Республику Татарстан. 21 апреля 1992 года переименование было утверждено Съездом народных депутатов РСФСР.
21 марта 1992 года в Татарстане прошёл Референдум о независимости Республики Татарстан. На вопрос: «Согласны ли Вы, что Республика Татарстан — суверенное государство, субъект международного права, строящее свои отношения с Российской Федерацией и другими республиками, государствами на основе равноправных договоров?» проголосовало положительно более половины граждан республики, принявших участие в голосовании.
Однако, до этого Постановлением Конституционного суда РСФСР от 13 марта 1992 года № 3-П были признаны не соответствующим Конституции РСФСР 1978 года ряд положений Декларации о государственном суверенитете Татарской ССР от 30 августа 1990 года, ограничивающие действие законов РСФСР на территории Республики Татарстан, а также постановление Верховного Совета Республики Татарстан от 21 февраля 1992 года «О проведении референдума Республики Татарстан по вопросу о государственном статусе Республики Татарстан» в части формулировки вопроса, предусматривающей, что Республика Татарстан является субъектом международного права и строит свои отношения с Российской Федерацией и другими республиками, государствами на основе равноправных договоров.
31 марта 1992 года Татарстан отказывается подписать Федеративный договор. В апреле 1992 года между органами власти Российской Федерации и Татарстана прошли первые переговоры о присоединении Республики Татарстан к Федеративному договору. Они проходят в течение 1992—1994 годов. В результате в 1994 году был заключен Договор «О разграничении предметов ведения между органами государственной власти РФ и Республики Татарстан и взаимном делегировании полномочий».
22 мая 1992 года было принято Постановление Верховного Совета о статусе Татарстана как суверенного государства.
30 ноября 1992 года вводится новая Конституция Республики Татарстан, объявляющая его суверенным государством.
В декабре 1993 года в Татарстане объявлен бойкот всероссийского голосования 12 декабря 1993 года по проекту новой Конституции России. Однако часть жителей республики принимает участие в голосовании. При низкой явке избирателей (около 15 %), 74,84 % из участвовавших проголосовало за принятие Конституции Российской Федерации, определяющей Татарстан как субъект Российской Федерации.

В 1993 и 1996 годах вводились в обращение суррогатные платёжные средства — Татарстанские жетоны и Татарстанские социальные чеки. 

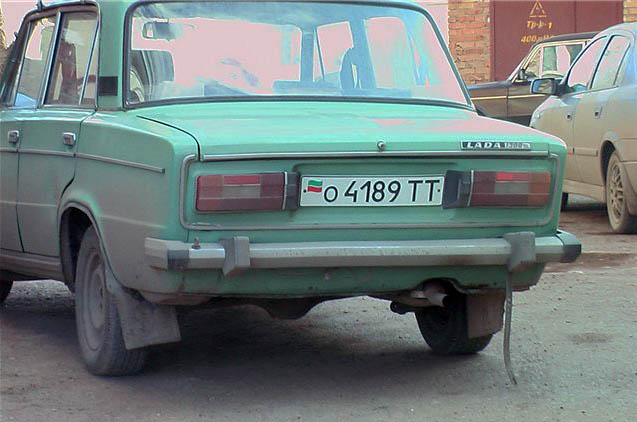
Автомобильный номер республики Татарстан

После принятия Декларации о государственном суверенитете Татарской ССР, до 1994 года на её территории выдавались собственные автомобильные номера, чего не было ни в одном другом субъекте федерации. Номера повторяли советские стандарта 1977 года, но слева был изображён флаг Татарстана. С 1994 года в Татарстане, как и во всей Российской Федерации, начали выдавать номера российского образца.
13 ноября 1997 года Государственный совет Татарстана принял постановление о приостановлении выдачи паспорта гражданина Российской Федерации нового образца (Паспорт гражданина Российской Федерации образца 1997 года). В республике продолжили выдачу населению паспортов образца 1974 года (Паспорт гражданина СССР).
На совещании представителей Администрации Президента России и руководителей Башкортостана и Татарстана в Уфе 15 декабря 2000 года была выработана взаимно согласованная позиция по вопросу о распространении в этих республиках российских паспортов. 20 декабря 2000 года Верховный суд Татарстана признал недействительным пункт постановления Госсовета о приостановлении выдачи российских паспортов нового образца.
5 января 2001 года Правительством России было разрешено к бланкам российского паспорта, предназначенным для оформления в республиках, находящихся в составе Российской Федерации, изготавливать вкладыши, имеющие изображение государственного герба республики и предусматривающие внесение на государственном языке (языках) этой республики сведений о личности гражданина.
В мае 2001 года Кабинет Министров Татарстана утвердил форму вкладыша, чем санкционировал реформу по выдаче и обмену паспортов гражданина СССР на паспорта гражданина Российской Федерации. При проведении паспортной реформы отмечались случаи массовых обращений о получении паспорта нового образца без вкладыша (особенно от учащихся школ, получающих паспорта впервые), поэтому в ходе реформы (то есть по 1 июля 2004 года) без вкладыша было выдано 18 % паспортов нового образца (около 580 тысяч).
15 февраля 1994 года в Москве Президент России Б. Ельцин и Председатель Правительства Российской Федерации В. Черномырдин от имени РФ и Президент Республики Татарстан М. Шаймиев и Премьер-министр Республики Татарстан М. Сабиров подписали договор «О разграничении предметов ведения и взаимном делегировании полномочий между органами государственной власти Российской Федерации и органами государственной власти Республики Татарстан». Заключению договора предшествовал длительный переговорный процесс, начатый ещё в 1991 году. В заключённом договоре Татарстан объявлялся государством объединённым с Россией. Согласно договору Республика Татарстан получала право иметь свою Конституцию и законодательство, устанавливать и взимать республиканские налоги, вводить республиканское гражданство, устанавливать и поддерживать отношения с субъектами РФ и иностранными государствами, создать Национальный банк, самостоятельно осуществлять внешнеэкономическую деятельность. Органы госвласти республики имели право решать вопросы владения, пользования и распоряжения природными ресурсами, которые были объявлены «исключительным достоянием и собственностью народа Татарстана».
XXI век

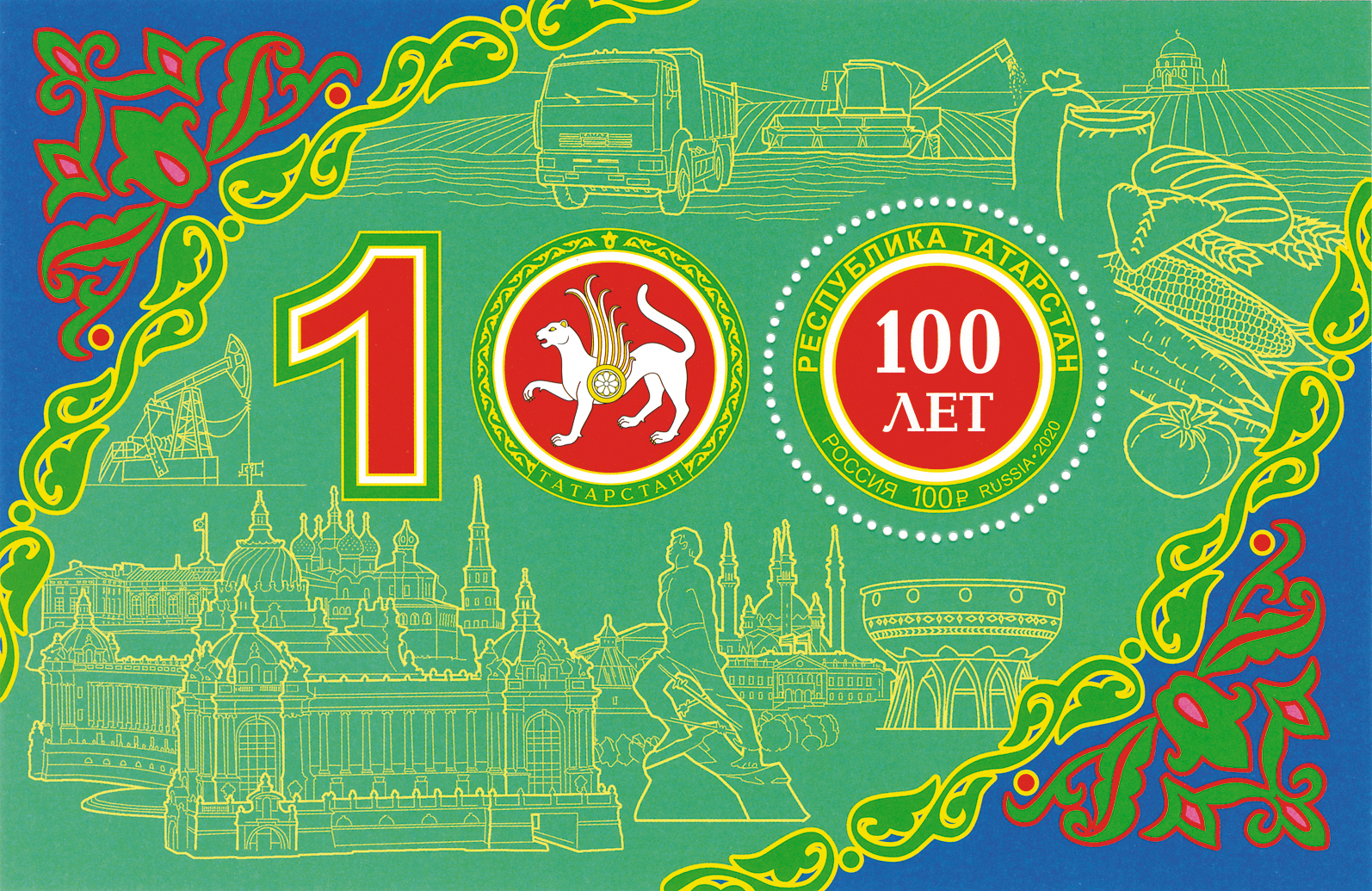
Почтовый блок 2020 год. 100 лет Республике Татарстан

В 2000 году Татарстан вошёл в состав Приволжского федерального округа. После 2000 года началось приведение конституции Татарстана в соответствие с Конституцией России. 19 апреля 2002 года Госсовет Татарстана принял новую редакцию Конституции республики, в которой указывалось, что Татарстан является объединённым с Российской Федерацией государством, и не является субъектом международного права.
В 2003 году были приняты поправки в федеральный закон «Об общих принципах организации законодательных и исполнительных органов государственной власти субъектов РФ», которые давали два года на обновление ранее заключённых договоров. Они должны были утверждаться федеральными законами.
В октябре 2005 года новый договор о разграничении полномочий между Татарстаном и федеральным центром был одобрен Госсоветом Татарстана. Прежних финансовых преференций для региона в нём нет, в том числе сниженного процента налоговых отчислений в центр, а природные ресурсы уже не называются достоянием и собственностью народа Татарстана. В документе определены два государственных языка — русский и татарский, а также необходимость знания высшим должностным лицом республики обоих этих языков. У региона осталось право выдавать паспорта с вкладышем на татарском языке и с изображением герба Республики. В 2006 году договор подписали Владимир Путин и президент Татарстана Минтимер Шаймиев, утвердила Госдума, но Совет Федерации наложил вето. Спикер верхней палаты парламента Сергей Миронов заявил, что «это опасно — утверждать данный договор», поскольку он расшатывает устои федерализма. Тем не менее спустя четыре месяца Владимир Путин вновь внёс в Госдуму проект договора, и депутаты благополучно преодолели вето Совета Федерации. Срок действия документа составил 10 лет, не был продлён и истёк в конце июля 2017 года.
В 2023 году в конституцию Татарстана были внесены существенные поправки, которые исключили положения о суверенитете республики, договоре между Татарстаном и Россией, гражданстве Татарстана, Конституционным суде Татарстана, а также переименовали президента Татарстана в главу.
2 апреля 2023 года предприятие по производству военных дронов в Татарстане было подвергнуто ударам украинских беспилотников, вызванных вторжением России в Украину.